# Habitus (fotografies)
Habitus és un conjunt de 67 fotografies de Xavier Ribas fetes el 2007 i que actualment forma part de la col·lecció permanent del Museu d'Art Contemporani de Barcelona (MACBA).

## Autor
Xavier Ribas (Barcelona, 1960) s'ha interessat especialment per l'antropologia urbana i el concepte d'espai públic i vida quotidiana, i en les seves fotografies rastreja els hàbits de vida a la ciutat contemporània. A Barcelona ha dut a terme diversos treballs que aprofundeixen en la idea de perifèria.

## Descripció
Habitus és un conjunt de 67 fotografies que es van fer el 2007 en sis zones perifèriques de la ciutat de Barcelona: la Mina, Bellvitge, Can Serra, Sant Ildefons, Ciutat Meridiana i Badia del Vallès. Disposades en una instal·lació calidoscòpica, documenten sobretot els habitatges construïts en els anys seixanta i setanta per allotjar la immigració obrera de l'Estat. Com en altres ciutats europees, una determinada tipologia d'edificis, la manca de serveis i espais públics i l'oblit urbanístic van marcar els primers anys d'aquestes zones, que van passar a ser estigmatitzades. Amb el temps, les comunitats locals han aconseguit que les administracions n'escoltessin les demandes de regeneració urbana.
Habitus pren el nom d'un dels conceptes centrals del sociòleg francès Pierre Bourdieu que fa referència a les formes de pensar, viure i sentir que es materialitzen en la socialització humana. Tot i que les fotografies de Ribas transmeten un sentit d'absència humana i les poques persones que s'hi mostren suggereixen cert aïllament, el conjunt posa l'accent en l'apropiació d'aquests barris pels qui l'habiten. La tesi de fons és que la ciutat contemporània ja no es correspon amb el centre històric, convertit en un parc temàtic del turisme global, sinó a les perifèries.